# Grant, Tolmin
Grant este o localitate din comuna Tolmin, Slovenia, cu o populație de 24 de locuitori.